# Zelenci (település)
Zelenci (szerbül: Зеленци), település Banja Luka községben, Bosznia-Hercegovinában, Bosanska krajina területén, a Szerb Köztársaságban. 

## Fekvése
Bosznia-Hercegovina északi részén, Banja Luka központjától légvonalban 17, közúton 25 km-re délnyugatra, 465-750 méteres tengerszint feletti magasságban fekszik. Zelenci település a településtől 2 km-re délkeletre fekvő Zelena-völgy oldalain található. A település nagy része a völgy jobb oldalán fekszik. A közvetlen környezet tíz alacsony hegyből áll, ezek:  a Cigelj (688 m) nyugaton, a Tavančić (600 m) és Amzača (703 m) északkeleten, a Grabež (682 m) és Ugljevica (691 m) keleten, a Kukrina (749 m), Gradina ( 677 m) és Paljevina (622 m) délkeleten, és a Dužino brdo (704 m) délnyugaton. Határában több forrás is található, ezek közül a legfontosabbak a Vasiljevića točak, a Škobaljev točak, a Mazija, a Milanac, a Dolina, a Kamenac, a Purševac, a Popovića točak, a Jovac, a Jerinac, a Đurđevo vrelo és a Milašica. A falu határán keresztül folyik a Zelena-patak, mely egy víznyelőben tűnik el. A patak a falu északnyugati részén három forrásból, Jerinacból, Đurđevo vreloból és Milašicából ered, és Gradinától nyugatra, egy mezőn bukik a föld alá. A hagyomány szerint a Zelena folyó ismét feltör a Vrbas-parti Krupában. A múltban a Zelenán két malom működött, a Donji és a Gornji malom, amelyeket Uroš Popović épített az 1920-as években, amelyek közül ma a Gornji vagy Poredovnički malom működik. A Banja Luka–Čađavica–Mrkonjić Grad főút a településtől 10 km-re keletre található. A házak és házcsoportok a Zelena-patak mellett, a források mentén és a Veliki brdo lábánál, a falut a szomszédos Kola településsel összekötő országút két oldalán helyezkednek el.

## Népessége
| Nemzetiségi csoport | Népesség 1991 | Népesség 2013 |
| ------------------- | ------------- | ------------- |
| Szerb               | 123           | 56            |
| Bosnyák             | 0             | 0             |
| Horvát              | 0             | 0             |
| Jugoszláv           | 0             | 0             |
| Egyéb               | 0             | 0             |
| Összesen            | 123           | 56            |

## Története
A Gradina tetején található bronzkori erőd maradványainak tanúsága szeirnt a terület már az őskortól fogva lakott volt. A kötőanyag nélkül rakott falak és kerámiatöredékek a késő bronzkortól a vaskorig történt használatról tanúskodnak. A Gradina déli lejtőin egy kőből épült, 70 cm átmérőjű és 130 cm mély kör alakú kutat tártak fel, nem messze tőle egy sok kidobott kővel borított fennsík található, amely alapján a feltételezik, hogy itt valami épület romjairól van szó. A római korban a falutól délkeletre haladt el a Salona-Servitium (Split-Gradiška) út, amely a dobrinjei Kadina Vodától Šljivno faluig haladt, ahol falak és téglák maradványait találták meg. Ezután a Kolához tartozó Konatari és Plavšići falvakon át haladt tovább.
A középkorban a mai falu területe Donji Kraj része volt, amelyet először 1244-ben IV. Béla magyar király oklevelében említenek. A Donji Kraj területén, mint területi-közigazgatási egység volt a zemuniki plébánia, amelyet Zemljanik (Zemljinik) néven is emlegetnek, amelynek a zelenciek is részei voltak. A zemuniki plébánia első írásos említése 1287-ből származik, amikor Prijezda bosnyák bán oklevelében szerepel, utoljára pedig 1434-ben Jurajnak, Donji Kraj knyázának oklevelében említik. 1936-ban Milan Karanovićnak a középkori boszniai Zemunik plébánia határairól írt munkájában Zelenac határának északnyugati részére egy várat helyezett. Ez a vár valószínűleg a Pervan, Subotica és Zelenci települések határán fekvő Zavlaka helységben található Gradina volt, ahol 50 cm vastag falmaradványok és egy lándzsa is előkerült. A Gradinától északra, Muhodo helységben található egy Varošište néven ismert mező, amely a helyiek szerint egykor város volt.
A középkori település létezését jelzi a Mramorje és a középkori vár elhelyezkedése Amzače (Hamzače) nyugati lejtőin, ahol egy nekropolisz található, mintegy ötven stećak formájában. A nekropolisz mellett egy nagy, tufából faragott kereszt és több jelölő – jelző kő található. A helyiek a Kužje groblje nevet használják erre a helyre, mert a legenda szerint a múltban itt pestis pusztított, ezért temették el itt a pestisben elhunytakat. Az oszmán uralom kezdete után a zemuniki plébánia területén alakult ki a 19. század elejéig létező Zmijanje náhije. A náhijét először 1541-ben jegyezték fel a török összeírásban, ekkor 29 település és 350 ház volt itt. Milan Karanović szerint Zmijanjét először 1587-ben említik Ferhat pasa Banja Luka-i mecsetének vakufnamájában (adománylevél). Hosszú fennállása alatt a Zmijanjei náhije gyakran változtatta határait, legnagyobb területe a 16. század elején volt. Akkoriban az Orbász és a Szana folyók közötti területet foglalta magában. Zelencit az 1541-es és a 16. század hatvanas éveinek török összeírásai nem említik. A helyiek azt állítják, hogy már akkor is volt település a mai területen, de nem adóztak a bégnek, ezért nem jegyezték be őket a török adókönyvekbe.
A hagyomány szerint a település nevének eredetére háromféle értelmezés létezik. Az első szerint a Zelenko személynévből ered, akinek a vára volt a mai falutól délnyugatra fekvő Gradina. A második magyarázat arról szól, hogy a név a nyárnak arról az időszakáról származik, amikor a zöldet betakarították, hogy ne pusztítsa el a fagy. A harmadik magyarázat a Zelena-patak zöld színű vizéhez kapcsolódik, amely mellett a távoli múltban falut eredetileg alapították.
A település 1878-ig tartozott az Oszmán Birodalomhoz, ekkor a berlini kongresszus határozata alapján az Osztrák-Magyar Monarchia része lett. 1879-ben az első osztrák-magyar népszámlálás során a Banja Luka-i járáshoz tartozó településnek 17 háztartása és 104 ortodox lakosa volt. Az 1910-es osztrák-magyar összeírás szerint Dobrnja község részeként 19 házuk és 182 lakosuk volt. A monarchia szétesésével 1918-ban előbb a Szerb-Horvát-Szlovén Királyság, majd 1929-től a Jugoszláv Királyság része. Jugoszlávia megszállása után a Független Horvát Állam (NDH) része lett. 
A második világháború után a szocialista Jugoszláviához tartozott. Zelenci demográfiai fejlődése a második világháború után két szakaszra osztható. Az első 1948-tól 1971-ig, amikor is folyamatos népességnövekedést jegyeznek fel, ami elsősorban a pozitív természetes növekedés eredménye, a második pedig 1971-től, amelyre az elvándorlásból adódó negatív tendenciák a jellemzőek. A daytoni békeszerződést követő területfelosztásnál Banja Luka község részeként a Szerb Köztársaság területéhez került.

## Gazdaság
Zelenci tipikus agrár (állattenyésztő) jelentőségű település. A lakosság fő foglalkozása a külterjes állattenyésztés volt, míg a földművelés elsősorban a háztartás szükségleteit elégítette ki. Az állattenyésztés, mint gazdasági ág idővel elvesztette korábbi jelentőségét. Erről tanúskodik a határában levő két állati szálláshely maradványa (szénakazalos állattartási objektumok – legelők, ahol télen szarvasmarhát tartottak), amelyekből a második világháborúig 12 volt. Az 1987-ben megnyílt élelmiszerbolt, de 1991-ben beszüntette működését. A 20. század ötvenes éveiig a mezőgazdasági szövetkezet működött a településen. Az idők folyamán kihalt hagyományos mesterségek közül a faluban működött Nikola Milekić kovácsműhelye, amely a 20. század hetvenes éveiben megszűnt, valamint számos mészégető.

## Oktatás
A községben négyosztályos általános iskola működött, amely a 20. század hatvanas éveiben kezdte meg működését, és 1984-ben diákhiány miatt szűnt meg. A helyiek az iskola megnyitásáig magánházakban részesültek alapoktatásban, ahol tanfolyamokat is tartottak.

## Nevezetességei
- Gradina – őskori erődítmény maradványai egy domb 80x70 méteres platóján, minden oldaról kőfalakkal határolva. Valószínűleg a késő bronzkorból és a kora vaskorból származik.[6]

- Mramorje – középkori temető maradványai mintegy 50 darab, nyugat-keleti tájolású stećak sírkővel.[6]

- Az Angyali Üdvözlet tiszteletére szentelt ortodox temploma 1980-ban épült, a lusići ortodox plébánia filiája.[11]

## Fordítás
- Ez a szócikk részben vagy egészben  a(z)   Зеленци című szerb Wikipédia-szócikk ezen változatának fordításán alapul.  Az eredeti cikk szerkesztőit annak laptörténete sorolja fel. Ez a jelzés csupán a megfogalmazás eredetét és a szerzői jogokat jelzi, nem szolgál a cikkben szereplő információk forrásmegjelöléseként.